# Esmée van Eeghen

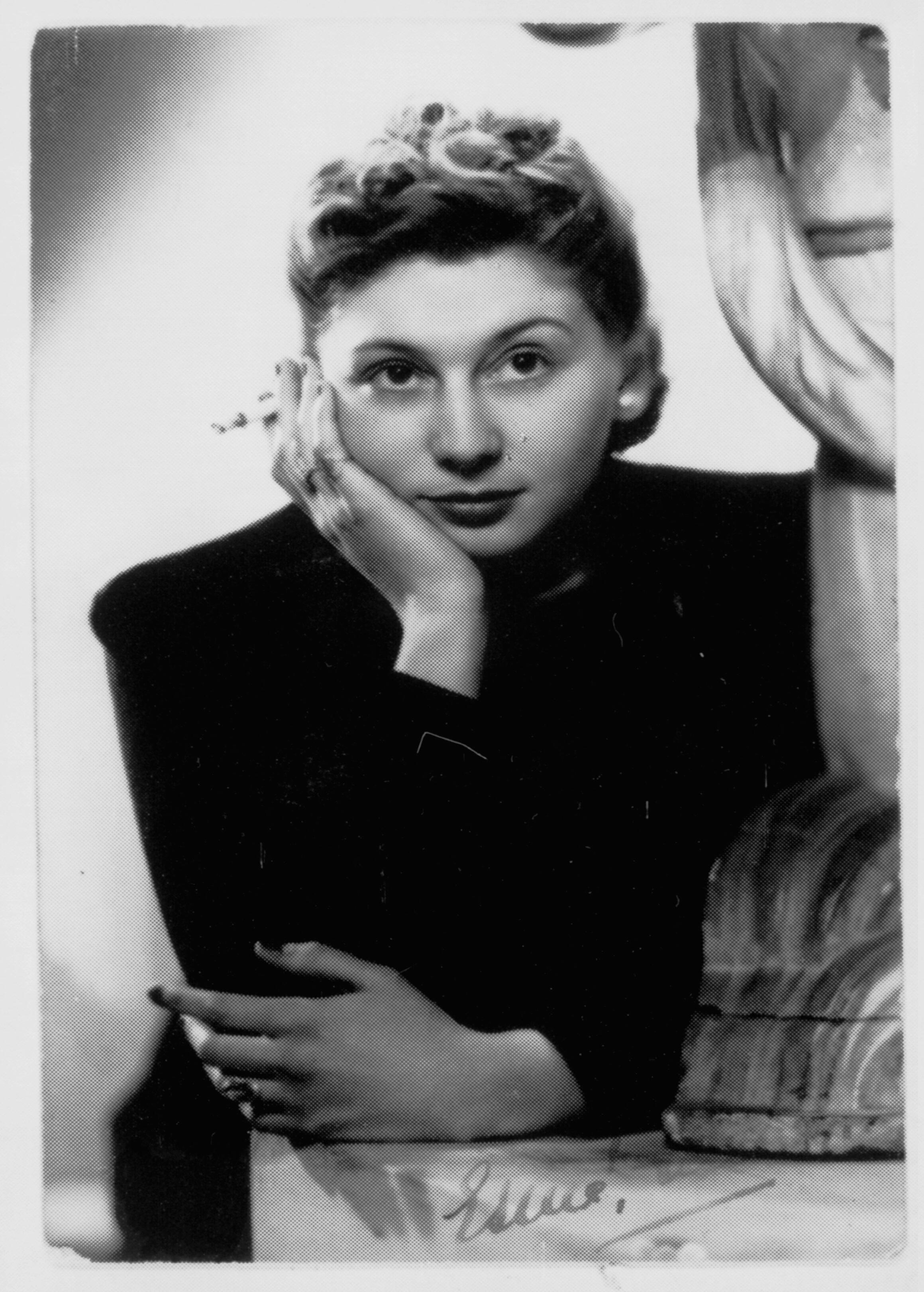
Esmée van Eeghen (ca. 1940)

Esmée Adrienne van Eeghen (* 7. Juli 1918 in Amsterdam; † 7. September 1944 in Noorddijk) war eine niederländische Widerstandskämpferin gegen die deutsche Besetzung der Niederlande während des Zweiten Weltkriegs.

## Herkunft und Persönlichkeit
Esmée van Eeghen entstammte mütterlicher- wie väterlicherseits angesehenen niederländischen Familien. Ihr Vater Reginald Hendrik van Eeghen (1889–1936) war Direktor der Amstelbrauerei. Ihre Eltern ließen sich scheiden, als sie acht Jahre alt war, und ihr Vater zog in die Vereinigten Staaten, wo er 1936 starb. 1930 heiratete ihre Mutter Minette Adrienne „Miesje“ van Lennep (1892–1975) Alphert Baron Schimmelpenninck van der Oye (1880–1943), den ehemaligen Bürgermeister von Maarn und Doorn. Esmée hatte einen Bruder, David („Dave“), sowie einen jüngeren Halbbruder, Sander.
Van Eeghen war eine mondäne junge Frau mit einem ambivalenten Charakter. Sie wird als spontan, liebevoll und feinfühlig beschrieben, aber ebenso als hart, brutal und egozentrisch. Als Jugendliche wurde sie von einem Schweizer Psychiater behandelt. Sie war von einer Gouvernante erzogen worden, sprach fließend Englisch, Deutsch und Französisch und machte viele Reisen, auch dank ihres Stiefvaters, der Vorsitzender des niederländischen Nationalen Olympischen Komitees sowie Mitglied des IOC war. Sie spielte Klavier, war eine gute Sängerin und zudem blond, groß und schlank, „een knappe verschijning die bij mannen niet onopgemerkt bleef“ (dt. „eine schöne Erscheinung, die von Männern nicht unbemerkt blieb“).

## Im Widerstand

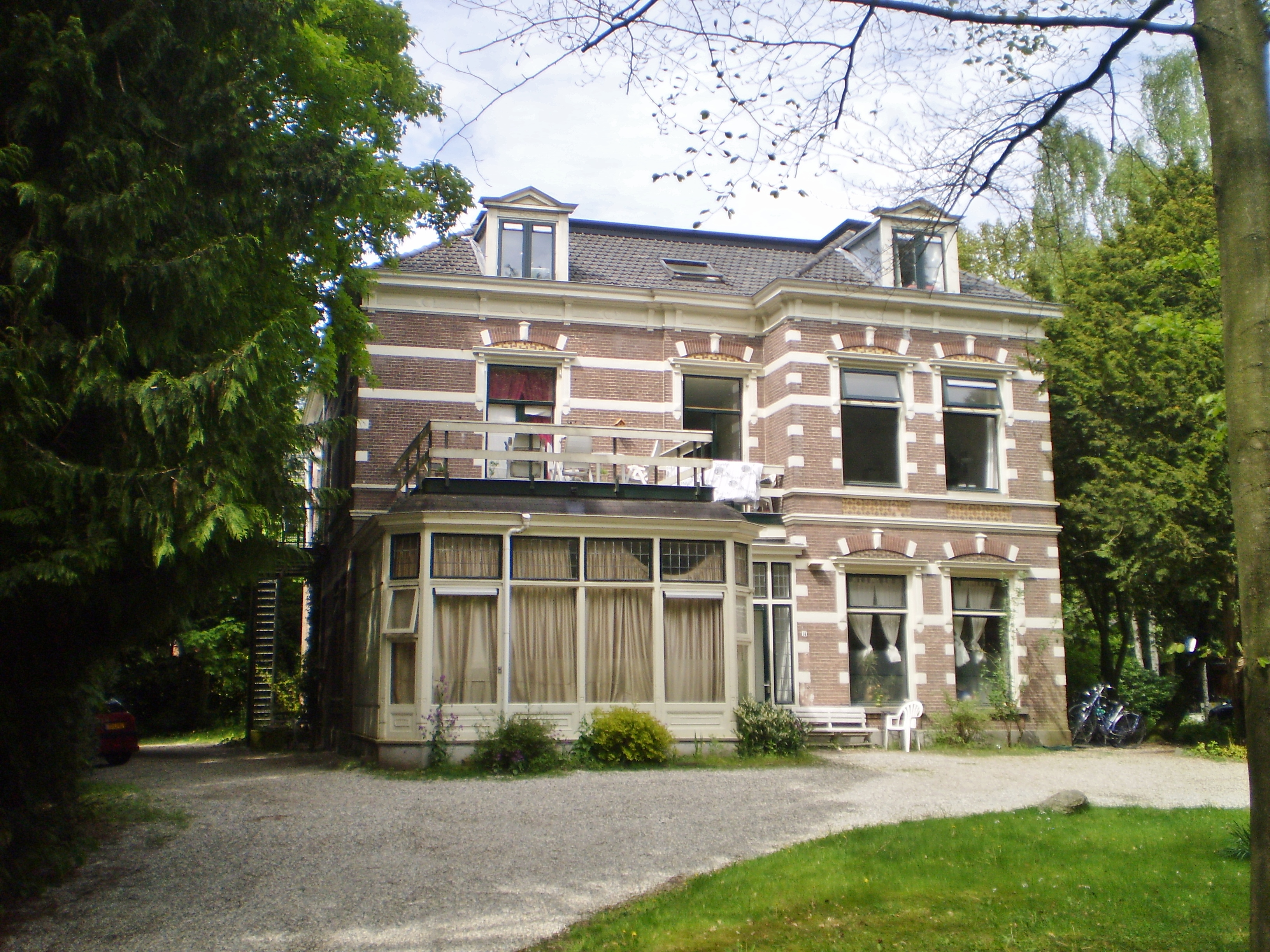
Ehemaliges Haus der Familie in Baarn, Gerrit van der Veenlaan 14 (2013)

Obwohl Esmée van Eeghen finanziell unabhängig war, nahm sie eine Tätigkeit als Krankenpflegerin im Amsterdamer Burgerziekenhuis auf. Im Frühjahr 1943 ging sie eine Liebesbeziehung mit dem Medizinstudenten Henk Kluvers ein. Als er im Frühjahr die Loyalitätserklärung für Studenten unterschreiben sollte, ging er nach Leeuwarden, um sich dieser Unterschrift zu entziehen. Van Eeghen folgte ihm und unterstützte ihn und seinen Freund Pieter Meerburg dabei, jüdische Kinder im Auftrag der Landelijke Organisatie voor Hulp aan Onderduikers (LO) im Norden des Landes zu verstecken. Sie retteten mindestens 100 Kindern das Leben. Sie wünschte sich selbst eine Familie, doch Kluvers war noch in Ausbildung und zudem an Tuberkulose erkrankt, so dass für ihn eine Ehe nicht in Frage kam und er die Beziehung beendete.
Anschließend arbeitete Esmée van Eeghen für den friesischen Widerstand (Friese knokploegen) als Kurierin; ihre Decknamen lauteten Elly und Sjoerdje. Van Eeghen besorgte falsche Ausweise und Lebensmittelkarten für untergetauchte Menschen, transportierte Waffen sowie Munition und beteiligte sich an bewaffneten Überfällen. Gemeinsam mit van der Helm brachte sie alliierte Piloten in Sicherheit. Im Zug nach Amsterdam soll sie sich einmal von einem deutschen Offizier, mit dem sie zuvor geflirtet hatte, einen Koffer mit Waffen durch die Kontrollen haben tragen lassen.
Ab Anfang des Jahres 1944 wurde van Eeghen vermehrt in der Gesellschaft von Angehörigen des deutschen Sicherheitsdienstes (SD) gesehen. Dies soll nach Absprache mit van den Helm geschehen sein, um diese auszuspionieren. Nach einer anderen Version soll sie auf diesem Wege versucht haben, Informationen über ihren verhafteten Bruder David zu erhalten, der der Widerstandsgruppe Ordedienst angehört hatte. Es gab Gerüchte, ihr „sexueller Trieb“ sei der Grund für ihren Umgang mit den Deutschen. Noch 1986 wurde sie in der Zeitschrift Vrij Nederland wie folgt beschrieben (zitiert in der Zeit): „Sie habe saufen können wie ein Templer, fluchen wie ein Ketzer und schießen wie sonst niemand; sie sei launisch gewesen und illoyal, flatterhaft, hysterisch – und nymphoman.“
Als „bildschöner Schwan unter fremden Enten“ war sie ein Fremdkörper im konservativ-reformierten Friesland und daher auch Ziel von Klatsch und Neid: „De boerenmensen werden geconfronteerd met een stadse, duur geklede en opgemaakte jonge vrouw die bovendien nog stevig rookte en flink dronk. Een exotische bloem in de Friese klei.“ (Deutsch: „Die Bauern wurden mit einer jungen weltläufigen Frau konfrontiert, die teuer gekleidet und zurechtgemacht war, darüber hinaus kräftig rauchte und gerne trank. Eine exotische Blume auf friesischem Boden.“).
Im Frühjahr 1944 verliebte sich Esmée van Eeghen in den deutschen Offizier der Wehrmacht Hans Schmälzlein, der gegen die Nationalsozialisten eingestellt war und mit dem sie deshalb auf Anweisung Kontakt aufgenommen haben soll. Aus dieser Zuneigung machte sie kein Geheimnis – es war die Rede von Heirat –, verschwieg aber, dass sie schon mit ihm zusammenlebte. Das Femegericht des friesischen Widerstandes drohte ihr mit dem Tod, als dies bekannt wurde. Auf Betreiben von van den Helm wurde ihr schließlich lediglich auferlegt, Nordholland zu verlassen; daraufhin ging sie zurück zu ihrer Familie nach Baarn. Im Sommer 1944 spitzte sich die Situation für sie zu, denn nun wurde auch der SD argwöhnisch. Am 9. August wurde sie am Hauptbahnhof in Amsterdam – angeblich auf Hinweis ihrer Freundin Ans Jaakke, die wegen Schmälzlein eifersüchtig war – verhaftet und nach Groningen gebracht, wo sie im berüchtigten Scholtenhuis, dem Sitz von SD und Sicherheitspolizei, verhört wurde.

## Die Ermordung
Der niederländische investigative Journalist Arnold Karskens beschreibt die nun folgenden Ereignisse in seinem Buch Het beestmensch: Esmée van Eeghen wurde von dem Chef des SD Groningen, Ernst Knorr, gezwungen, einen Brief an Krijn van den Helm zu schreiben, der in Amersfoort untergetaucht war. Der Brief war an die Adresse von van der Helms Eltern gerichtet und van Eeghen war eventuell nicht bekannt, dass er sich zu diesem Zeitpunkt genau dort aufhielt. Die Brüder Pieter und Klaas Carel Faber sollten den Brief überbringen. Während Klaas Carel Faber vor dem Haus wartete, kam es drinnen zum Kampf, bei dem van der Helm von Pieter Faber erschossen wurde. Da diese Quelle nun versiegt war – man hatte van den Helm lebend fassen wollen – und Esmée van Eeghen keine weiteren Informationen preisgab, wurde ihr Tod beschlossen.
Am 7. September 1944 wurde Esmée van Eeghen gemeinsam mit einem weiteren Gefangenen, dem 24-jährigen Luitje Kremer, mit einem Auto aus der Stadt gebracht und erschossen. Ihre Leichname wurden in den Van Starkenborghkanaal geworfen. An der Tat waren Ernst Knorr sowie Pieter und Klaas Carel Faber beteiligt.
Nach einer Aussage von Klaas Carel Faber im September 1945 soll nur Knorr (der im Juli 1945 unter ungeklärten Umständen im Gefängnis tot aufgefunden worden war) geschossen haben. Karskens bezweifelt diese Angaben, da gemäß einer Autopsie im Pathologisch Anatomisch Laboratorium von Groningen die sechs Kugeln im Körper der Frau drei verschiedene Kaliber hatten (originalen Obduktionsbericht). Im Körper von Kremer befanden sich vier Kugeln mit zwei unterschiedlichen Kalibern. 1954 bezeichnete Klaas Carel Faber gegenüber der deutschen Justiz Esmée van Eeghen als „einzige weibliche Führungsfigur einer Terroristenorganisation in den Niederlanden“, die Angehörige der Wehrmacht in Hotels gelockt habe, um sie zu erschießen. Allein bei den Verhören in Groningen habe sie fünf Morde gestanden. Auch diese Aussage hält Karskens für „abseits der Wahrheit“.

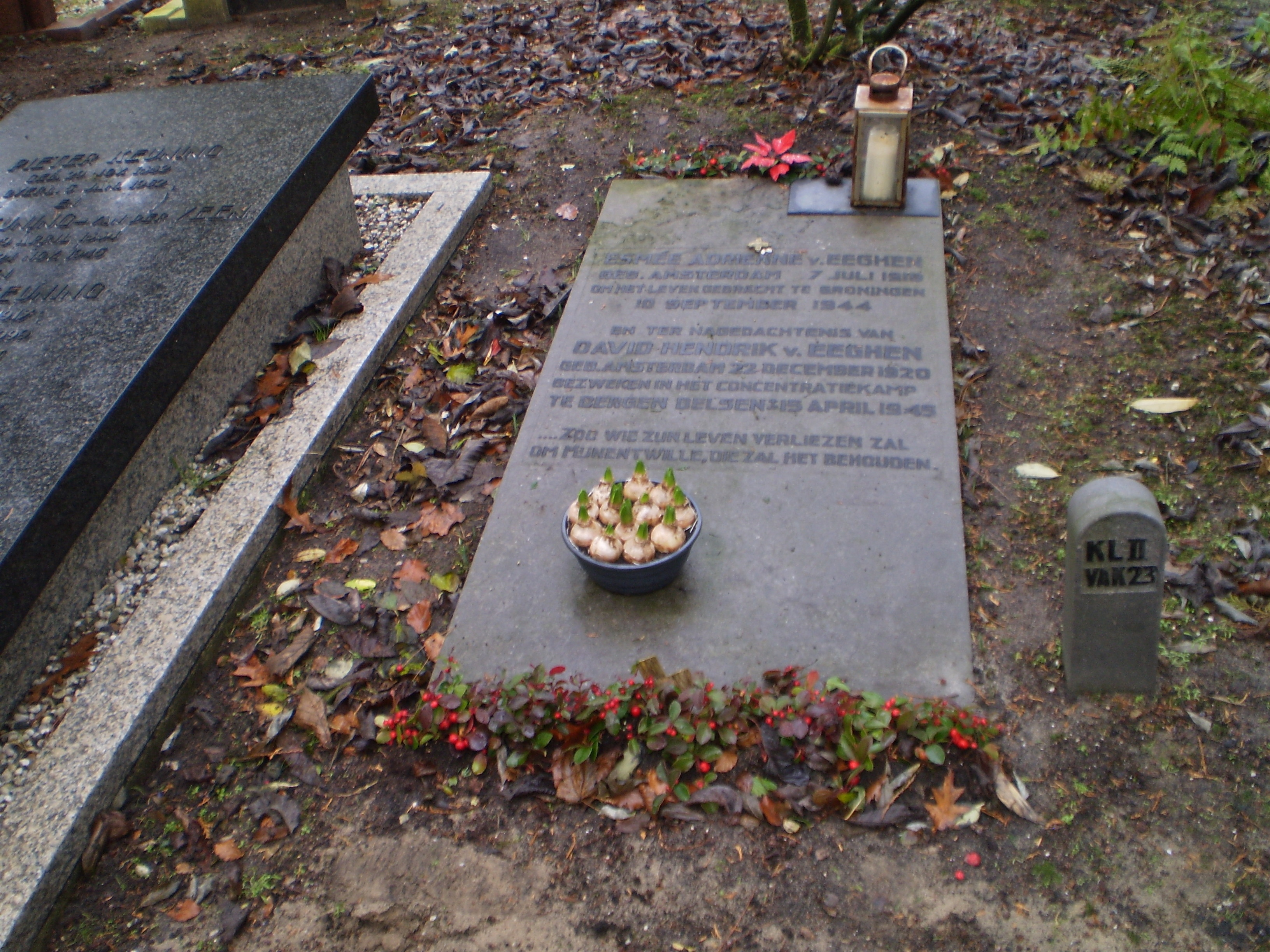
Das Grab in Baarn

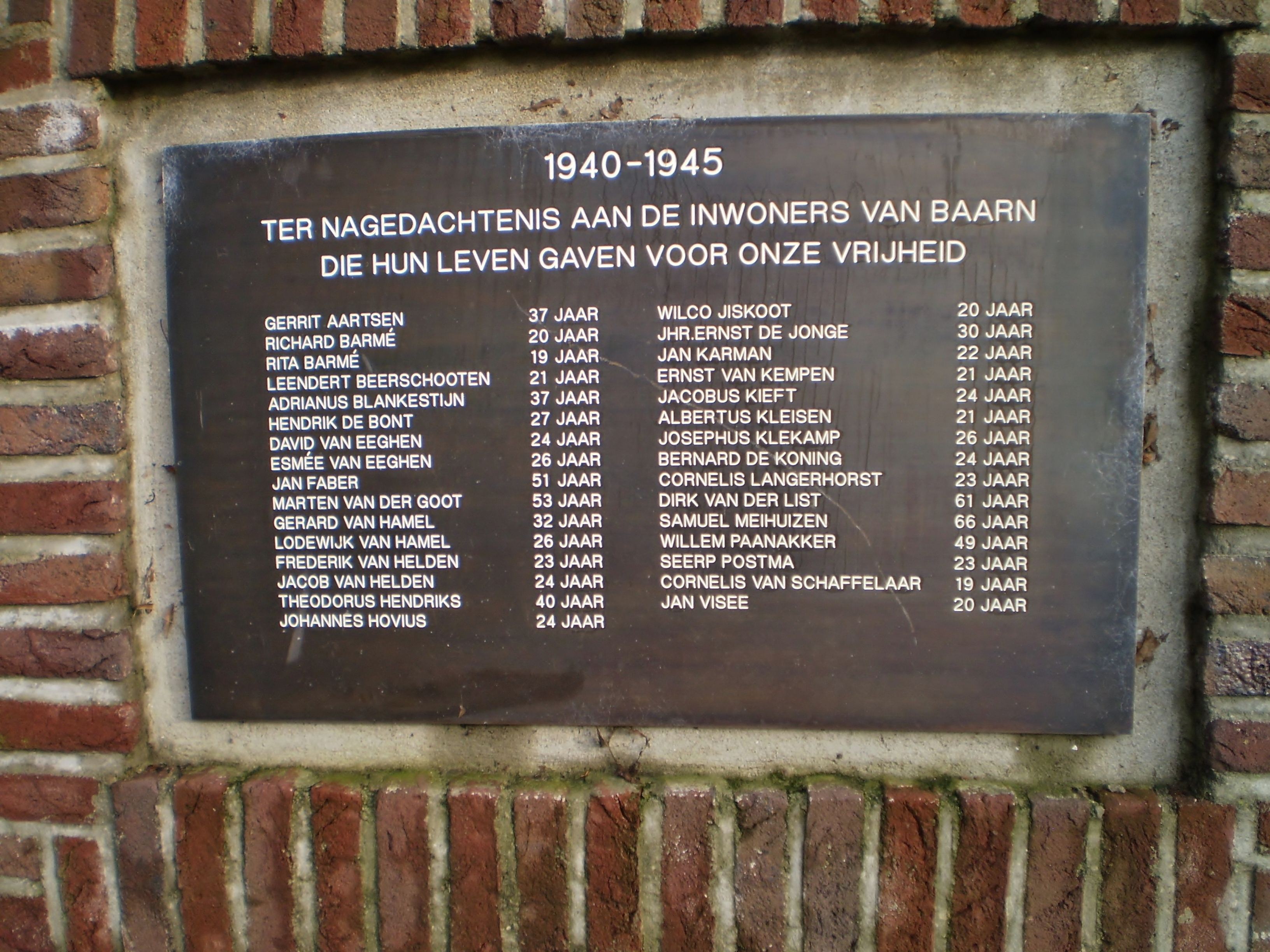
Gedenktafel am Kriegerdenkmal mit den Namen von Esmée und David van Eeghen

Die Leiche von Esmée van Eeghen wurde am Tag nach ihrem Tod im Kanal gefunden. Sie wurde zunächst in Norddijk beerdigt, und im August 1945 ließ ihre Mutter sie auf den Friedhof von Baarn umbetten. Ihr Bruder David kam im April 1945 im KZ Bergen-Belsen zu Tode, wenige Tage vor der Befreiung.
Hans Schmälzlein wurde ebenfalls verhaftet und zurück nach Deutschland gebracht. Sein weiteres Schicksal ist unbekannt. Piet Faber wurde 1948 wegen 27-fachen Mordes in Groningen hingerichtet, sein Bruder Klaas Carel Faber starb 2012 in Ingolstadt, nachdem die deutsche Justiz jahrzehntelang eine Auslieferung an die Niederlande verweigert hatte, da er aufgrund seiner Tätigkeit für den SD die deutsche Staatsangehörigkeit erlangt hatte.

## Posthum
Während des Holland Festivals 1995 wurde die Oper Esmée von Theo Loevendie und Jan Blokker uraufgeführt. Zuvor gab es von Seiten ehemaliger Widerstandskämpfer scharfe Kritik an dem Werk. So erhielt Loevendie einen empörten Anruf von Henk Kluvers, der sich beschwerte, dass die Oper nicht der historischen Wahrheit entspräche und Esmée darin zu negativ dargestellt sei. Pieter Meerburg bedauerte die Aufführung der Oper, solange noch Beteiligte lebten. Loevendie und Blokker beriefen sich darauf, dass es sich bei der Oper um Fiktion handele.
Am 29. Oktober 2001 enthüllte Prinz Bernhard eine Gedenktafel am Kriegerdenkmal auf dem Bahnhof in Baarn, auf der die Namen von 31 Bürgern der Stadt stehen, die im Zweiten Weltkrieg im Kampf gegen die Deutschen ihr Leben verloren. Neben dem Namen von Esmée van Eeghen steht dort auch der Name ihres Bruders David. Am 15. März 2003 hatte das Theaterstück Der Dames Verzet Premiere, in dem die Frauenfiguren, darunter van Eeghen, auf ihre Rolle im Widerstand zurückblicken.
2006 kam der Film Black Book des Regisseurs Paul Verhoeven heraus, dessen Hauptfigur Rachel Stein zum Teil an die Person von Esmée van Eeghen angelehnt ist.